# Caféde
Caféde (anterior ao Acordo) ou Cafede é uma povoação portuguesa do Município de Castelo Branco, na província antiga da Beira Baixa, na região do Centro (Região das Beiras) e sub-região da Beira Interior Sul que foi sede da extinta Freguesia de Cafede, freguesia  que tinha 15,51 km² de área e 263 habitantes (2011), e, por isso, uma densidade populacional de 17 hab./km².
A Freguesia de Cafede foi extinta em 2013, no âmbito de uma reforma administrativa nacional, tendo sido agregada à Freguesia de Póvoa de Rio de Moinhos para formar uma nova freguesia denominada União das Freguesias de Póvoa de Rio de Moinhos e Caféde com a sede em Póvoa de Rio de Moinhos.

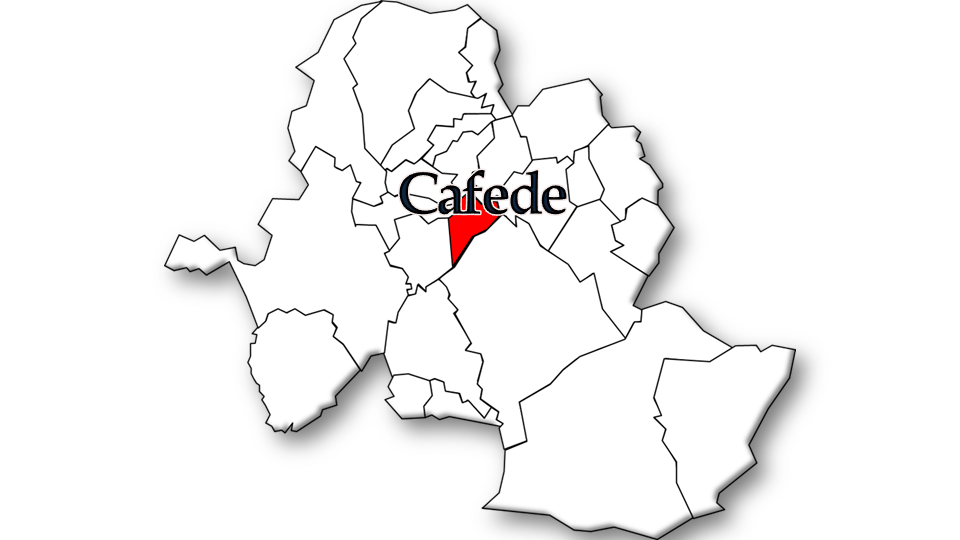
Localização no Município de Castelo Branco

## População
| População da freguesia de Cafede | População da freguesia de Cafede | População da freguesia de Cafede | População da freguesia de Cafede | População da freguesia de Cafede | População da freguesia de Cafede | População da freguesia de Cafede | População da freguesia de Cafede | População da freguesia de Cafede | População da freguesia de Cafede | População da freguesia de Cafede | População da freguesia de Cafede | População da freguesia de Cafede | População da freguesia de Cafede | População da freguesia de Cafede |
| -------------------------------- | -------------------------------- | -------------------------------- | -------------------------------- | -------------------------------- | -------------------------------- | -------------------------------- | -------------------------------- | -------------------------------- | -------------------------------- | -------------------------------- | -------------------------------- | -------------------------------- | -------------------------------- | -------------------------------- |
| 1864                             | 1878                             | 1890                             | 1900                             | 1911                             | 1920                             | 1930                             | 1940                             | 1950                             | 1960                             | 1970                             | 1981                             | 1991                             | 2001                             | 2011                             |
|                                  | 226                              | 256                              | 282                              | 354                              | 417                              | 504                              | 622                              | 592                              | 517                              | 391                              | 376                              | 365                              | 289                              | 263                              |

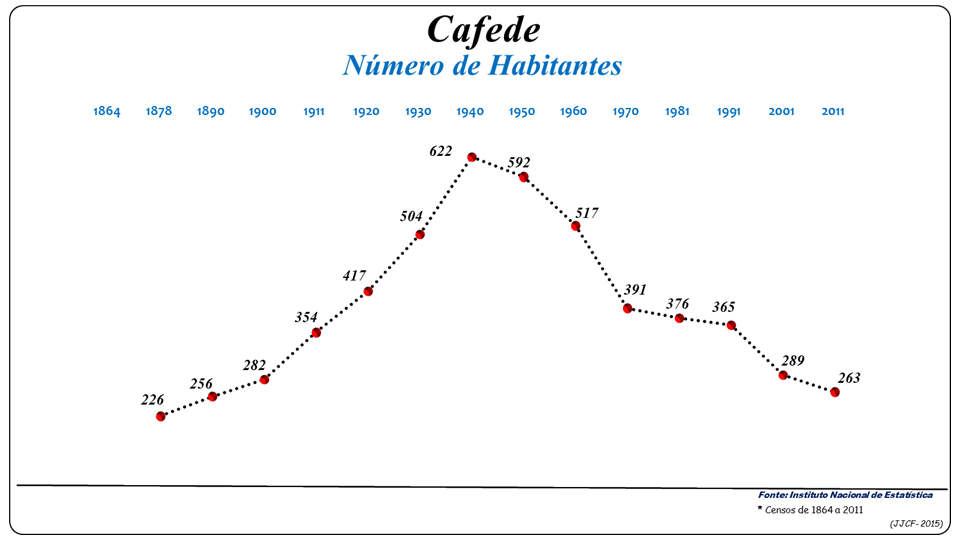
Evolução da População (1864 / 2011)

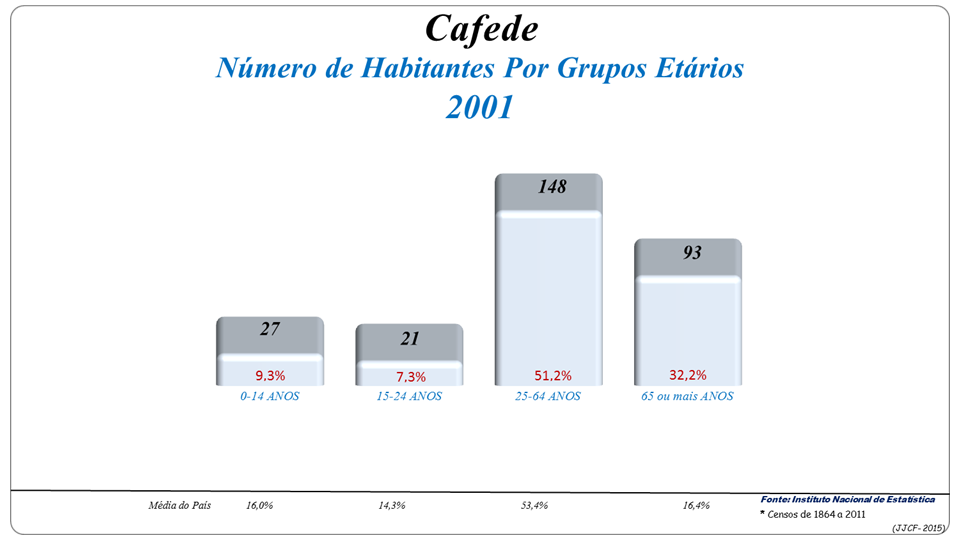
Grupos Etários (2001 e 2011)

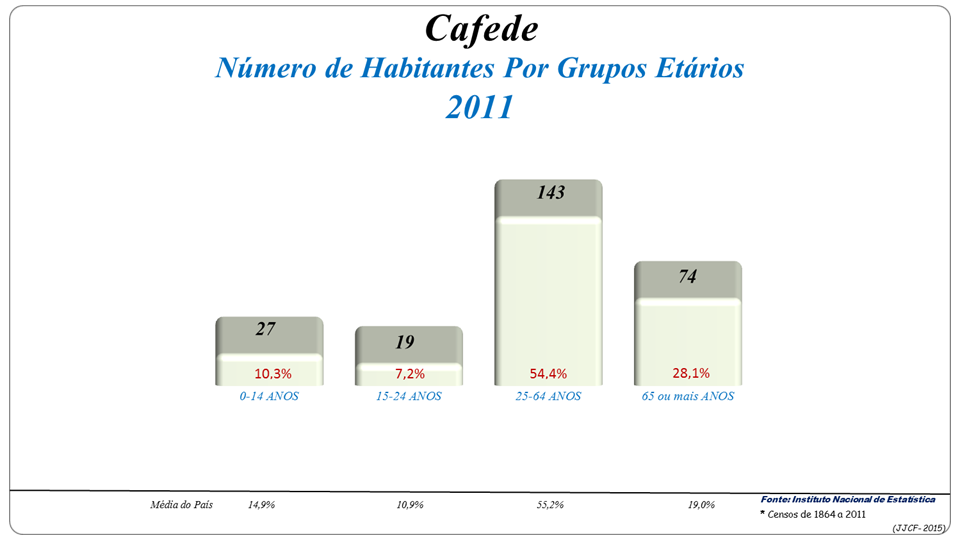
Grupos Etários (2001 e 2011)

No censo de 1864 não figura como freguesia, aparecendo pela primeira vez em 1878.

## Património
- Igreja de Santo António (matriz)
- Ermida de Nossa Senhora de Valverde
- Capela de S. Tiago
- Pontes românica e romana
- Sepulturas mouriscas

## Festas e Romarias
- Nossa Senhora de Valverde (5º domingo depois da Páscoa)